# ألان إس. روبرتسون
ألان إس. روبرتسون (بالإنجليزية: Alan S. Robertson)‏ هو محامي وسياسي أمريكي، ولد في 10 أبريل 1941. حزبياً، نشط في الحزب الجمهوري. وقد انتخب عضو جمعية ولاية ويسكونسن.